# Gustavo Victoria (Theologe)

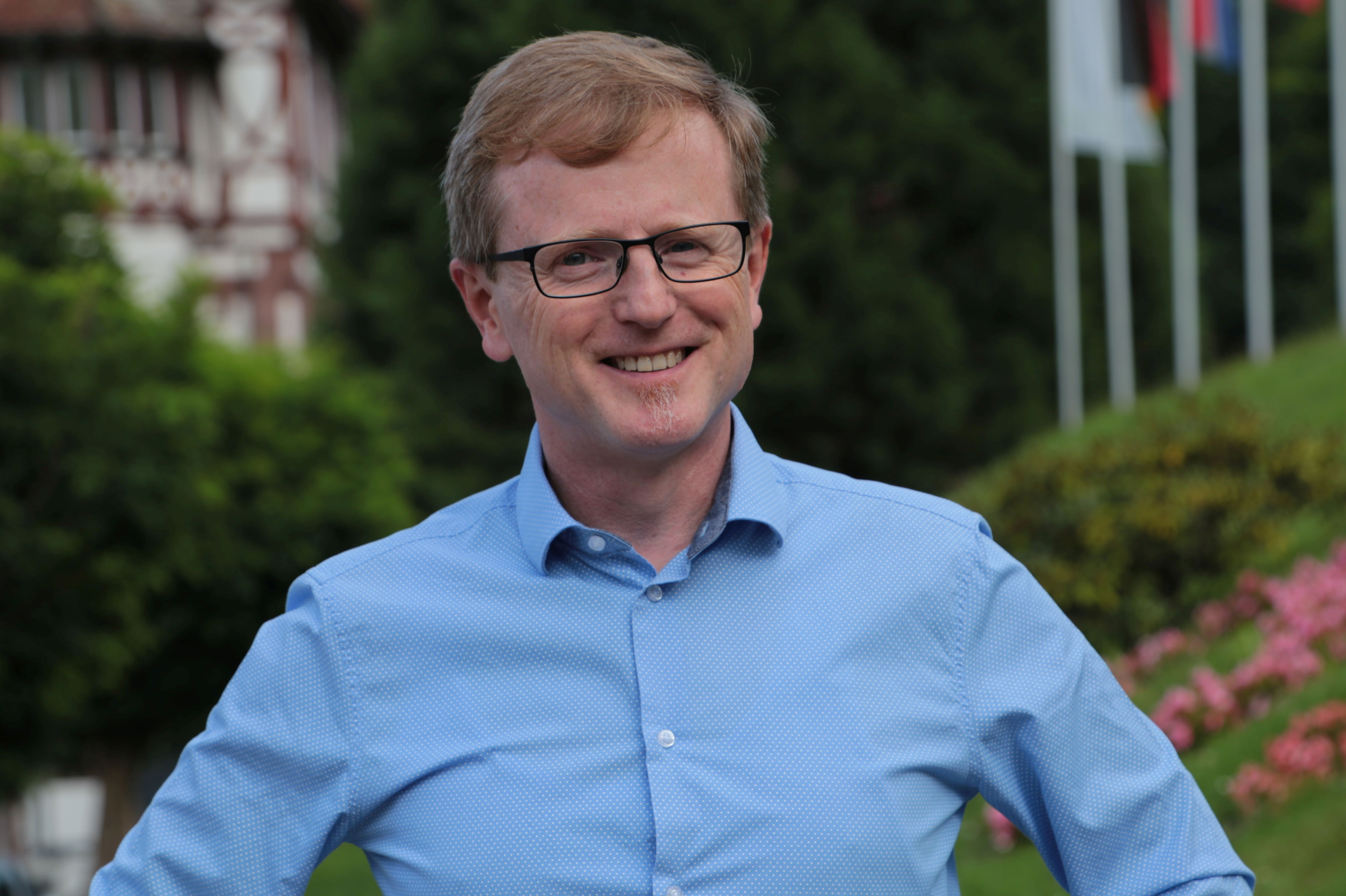
Gustavo Victoria 2017

Gustavo Victoria (* 23. Januar 1967 in Buenos Aires, Argentinien) ist ein deutscher evangelischer Theologe. Er war Missionar in Ecuador und hat in Deutschland als Gemeinschaftspastor und als Fernsehmoderator gearbeitet. Seit 2024 ist er Missionsleiter des Kinderwerk Lima e.V.

## Leben und Wirken
Gustavo Victoria ist in Argentinien geboren, ist ab 1969 in Spanien aufgewachsen und zum Glauben gekommen. In Deutschland erfolgte die Ausbildung zum Maschinenschlosser. Von 1985 bis 1990 absolvierte er ein Theologiestudium am Theologischen Seminar der Liebenzeller Mission. Nach seiner Ordination war er Gemeinschaftspastor des Süddeutschen Gemeinschaftsverbands im Bezirk Bietigheim-Bissingen. Von 1993 bis 2004 arbeitete er als Missionar der Liebenzeller Mission in Ecuador mit den Schwerpunkten Gemeindegründung und Schulung sowie Feldleitung. Zwischen 1995 und 2004 war er Leiter des Biblischen Studienzentrums (CCB) in Ibarra, Ecuador. Daneben absolvierte er zwischen 1997 und 1999 am Baptistischen Grand Rapids Theological Seminary, Cornerstone, Michigan ein Studium zum „Master of Religious Education“ (MRE) und von 2010 bis 2013 ein Studium am Dallas Theological Seminary, das er mit der Promotion zum Doctor of Ministry (D.Min) in Theology abschloss.
Zurück in Deutschland war er von 2005 bis 2010 Gemeinschaftspastor des Süddeutschen Gemeinschaftsverbands in Dagersheim. Danach war er Dozent für Praktische Theologie am Theologischen Seminar der Liebenzeller Mission, Dozent der CTL in Bad Liebenzell. und Gastdozent für Homiletik an der Internationalen Hochschule Liebenzell sowie Mitglied deren Hochschulrats.
Von 2011 bis 2019 war er Gründungs-Rektor der Interkulturellen Akademie (ITA) in Bad Liebenzell.
Es erfolgten verschiedene Weiterbildungen an der Universität Koblenz-Landau: zwischen 2019 und 2020 (Certificate of Advanced Studies, Personalführung und -entwicklung) zwischen 2021 und 2022 (Certificate of Advanced Studies – Grundlagen des Personalmanagements, Grundlagen von Personal und Organisation / Personalwirtschaft / Personalmarketing) und zwischen 2019 und 2023 für Personalführung und -entwicklung.
Von 2019 bis 2022 leitete er den Bereich Personal und Gemeindebau des Süddeutschen Gemeinschaftsverbands. Als Teil des geschäftsführenden Vorstandes war er verantwortlich für die 70 hauptamtlichen Mitarbeiter im geistlichen Dienst. Von Oktober 2022 bis Januar 2024 war er deren Vorsitzender. Seit Februar 2024 ist er Missionsleiter des 1968 gegründeten Kinderwerk Lima mit Sitz in Heidenheim an der Brenz.
Er war bis 2023 Moderator des Fernsehmagazins der Liebenzeller Mission „Weltweit am Leben dran“, das auf ERF 1 und BibelTV ausgestrahlt wird. Er ist Initiator der Dagersheimer Blitzgottesdienste und quer durchs Land zu Vorträgen und Gottesdienste unterwegs. Er ist Mitglied des Arbeitskreises „Neues wagen“ des Evangelischen Gnadauer Gemeinschaftsverbands und Mitunterzeichner der Marburger Erklärung (2009).
Gustavo Victoria ist mit seiner Frau Barbara verheiratet, hat mit ihr zwei Kinder und wohnt in Dagersheim.

## Veröffentlichungen
- mit Ernst Günter Wenzler (Hrsg.): Kreuz gewinnt – im Spiel des Lebens, SCM Hänssler, Holzgerlingen 2009, ISBN 978-3-7751-5002-6.
- mit Michael Diener (Hrsg.): Weiter.echter.tiefer: leidenschaftlich glauben, Brunnen Verlag, Gießen 2019, ISBN 978-3-7655-4342-5.
- mit Steffen Kern und Ute Mayer (Hrsg.): Mein Stück Himmel für heute. In 366 Andachten durch die Bibel, SCM Hänssler, Holzgerlingen 2019, ISBN 978-3-7751-5996-8.